# Muttur, Byadgi
Muttur là một làng thuộc tehsil Byadgi, huyện Haveri, bang Karnataka, Ấn Độ.